# راورندوم
راوِرَندوم رمانی نوشته جی. آر. آر. تالکین است که در ابتدا در سال ۱۹۲۵ روایت شد و دربارهٔ ماجراهای سگ جوانی به نام راوِر است. در داستان، یک جادوگر روور را به یک اسباب‌بازی تبدیل می‌کند و روور به ماه و زیر دریا می‌رود تا جادوگر را دوباره پیدا کند تا او را به یک سگ با جثه معمولی تبدیل کند. نویسنده راورندوم را برای پسرش مایکل نوشت تا او را با از دست دادن اسباب‌بازی مورد علاقه اش سرگرم کند، سگ کوچک سربی که در ساحلی از سنگ‌های خاکستری به اندازه و رنگ آن اسباب‌بازی گم شده بود. این اثر در لحن یک داستان کودکانه است، اما حاوی اشارات و ارجاعات زیادی به شیوه کشاورز گیلز از هام است.
این کتاب در سال ۱۹۳۷ پس از موفقیت هابیت برای انتشار ارائه شد، اما بیش از شصت سال منتشر نشد و سرانجام در سال ۱۹۹۸ منتشر شد. راورندوم از سال ۲۰۰۹ به بعد در مجموعه داستان‌هایی از قلمرو خطرناک گنجانده شد.